# Elektrosejsmika
Sejsmoelektryka (często niezbyt poprawnie nazywana elektrosejsmiką) – jedna z geofizycznych metod lokalizacji wody podziemnej, oparta na zjawisku generowania sygnałów sejsmoelektrycznych w trakcie drgań wody względem łożyska skalnego. 
Drgania te są powodowane przez celowo wzbudzaną falę sejsmiczną. Powstały sygnał elektromagnetyczny jest odbierany przez specjalną antenę umieszczoną na gruncie i rejestrowany w komputerze. Następnie sygnał taki poddawany jest komputerowej obróbce i interpretacji, co pozwala na ustalenie obecności wody podpowierzchniowej oraz głębokości i geometrii jej zalegania. Metoda ta różni się od innych (np. elektrooporowej) tym, że przy relatywnie niewielkich głębokościach, tylko woda może być czynnikiem odpowiedzialnym za generowanie sygnałów sejsmoelektrycznych. Zastosowanie jej daje oczywiste korzyści przede wszystkim materialne, pozwalając precyzyjnie zlokalizować miejsce dla wykonania odwiertu studni głębinowej.
Badaniami nad doskonaleniem metody sejsmoelektrycznej oraz stworzeniem podstaw teoretycznych dla zaobserwowanych zjawisk, zajmowali się naukowcy z wielu krajów już od lat międzywojennych, m.in.: Iwanow (1939), Martner i Sparks (1959), Thompson i Gist (1993), Mihajłow (1997), Haines (2001).